# Drumright
Drumright è una città degli Stati Uniti, situata nello Stato dell'Oklahoma, nella Contea di Creek e in parte nella Contea di Payne.